# Kaspitsjan
Kaspitsjan (Bulgaars: Каспичан) is een stad en een gemeente in het noordoosten van de Bulgaarse oblast Sjoemen. De stad Kaspitsjan is de hoofdplaats van de gelijknamige gemeente Kaspitsjan, waar ook de stad Pliska en 7 nabijgelegen dorpen onder vallen.

## Bevolking
Op 31 december 2019 telde de stad Kaspitsjan 2.700 inwoners, terwijl de gemeente Kaspitsjan 7.230 inwoners had. Het inwoneraantal van de stad Kaspitsjan bereikte een hoogtepunt in 1985 met 5.909 personen, terwijl de gemeente Kaspitsjan in 1934 een recordaantal inwoners had, namelijk 14.024 personen. 
| Jaar                | 1934   | 1946   | 1956   | 1965   | 1975   | 1985   | 1992   | 2001  | 2011  | 2019  |
| stad Kaspitsjan     | 1 539  | 13 929 | 2 566  | 3 629  | 3 997  | 5 909  | 3 955  | 3 689 | 3 116 | 2 700 |
| gemeente Kaspitsjan | 14 024 | 13 554 | 13 119 | 13 335 | 12 612 | 11 490 | 10 483 | 9 808 | 7 976 | 7 230 |

### Religie
In de gemeente Kaspitsjan behoort een meerderheid van de bevolking tot de Bulgaars-Orthodoxe Kerk, maar er woont ook een grote islamitische minderheid.
| Religieuze samenstelling in februari 2011 | Religieuze samenstelling in februari 2011 | Religieuze samenstelling in februari 2011 | Religieuze samenstelling in februari 2011 | Religieuze samenstelling in februari 2011 |
| ----------------------------------------- | ----------------------------------------- | ----------------------------------------- | ----------------------------------------- | ----------------------------------------- |
|                                           |                                           |                                           |                                           |                                           |
| Bulgaars-Orthodoxe Kerk                   | Bulgaars-Orthodoxe Kerk                   |                                           | 68,6%                                     | 68,6%                                     |
| Katholieke Kerk                           | Katholieke Kerk                           |                                           | 0,0%                                      | 0,0%                                      |
| Protestantisme                            | Protestantisme                            |                                           | 0,6%                                      | 0,6%                                      |
| Islam                                     | Islam                                     |                                           | 18,2%                                     | 18,2%                                     |
| Geen                                      | Geen                                      |                                           | 4,3%                                      | 4,3%                                      |
| Anders/ Onbekend                          | Anders/ Onbekend                          |                                           | 8,3%                                      | 8,3%                                      |

## Nederzettingen
De gemeente Kaspitsjan bestaat uit de stad Kaspitsjan, de stad Pliska, het dorp Kaspitsjan en 6 overige dorpen. 
| Plaats            | Cyrillisch  | Oppervlakte | Bevolking (31 december 2019) |
| ----------------- | ----------- | ----------- | ---------------------------- |
| Kaspitsjan (stad) | Каспичан    | 40,974 km²  | 2.700                        |
| Kaspitsjan (dorp) | Каспичан    | onbekend    | 1.747                        |
| Kosovo            | Косово      | 22,050 km²  | 258                          |
| Kjoelevtsja       | Кюлевча     | 55,023 km²  | 275                          |
| Markovo           | Марково     | 55,942 km²  | 700                          |
| Mogila            | Могила      | 31,464 km²  | 263                          |
| Pliska            | Плиска      | 34,356 km²  | 804                          |
| Varbjane          | Върбяне     | 16,688 km²  | 243                          |
| Zlatna niva       | Златна нива | 18,559 km²  | 610                          |
| Totaal            |             | 375,056     | 7.230                        |

## Galerij

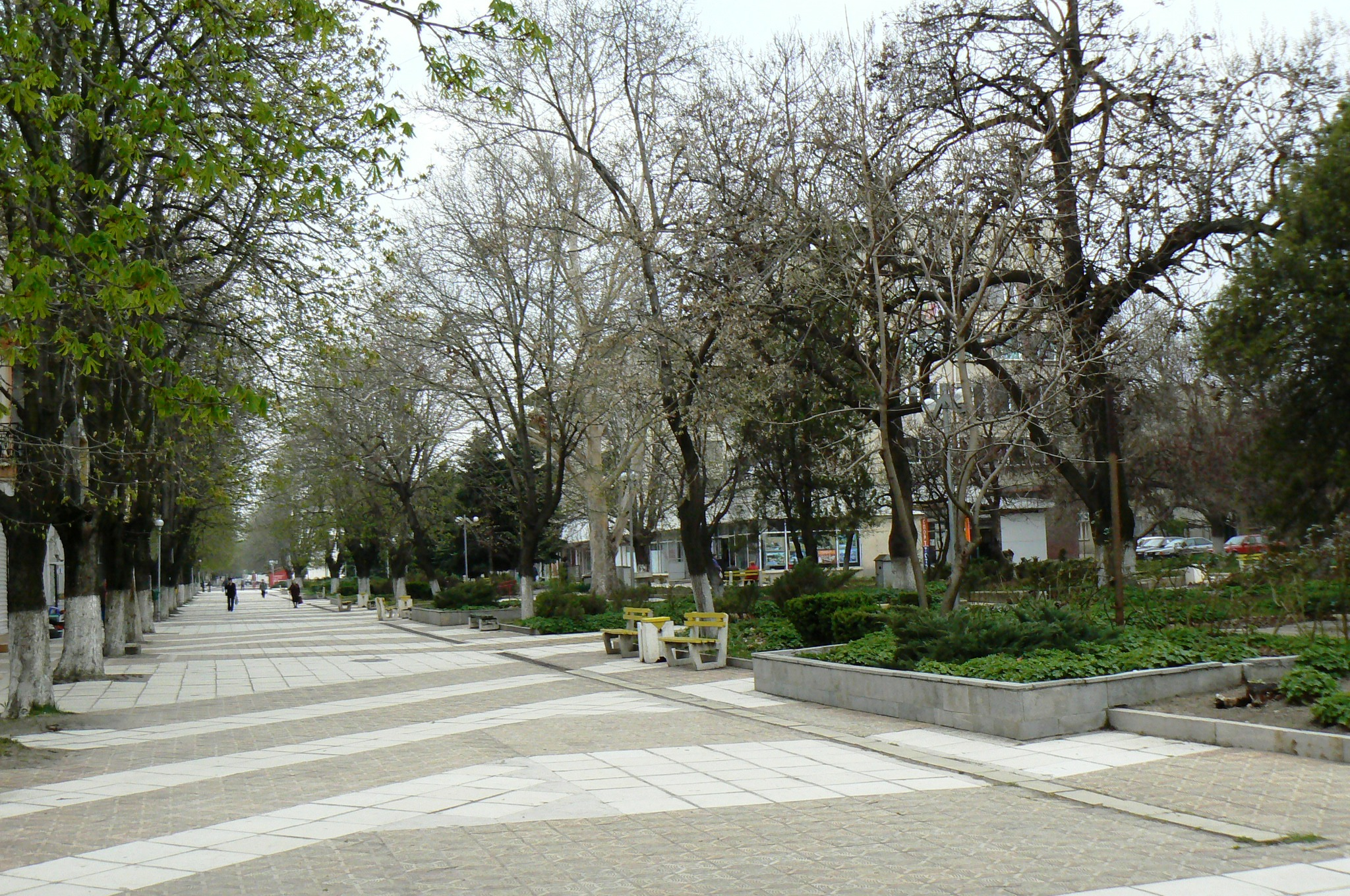
Centrum van Kaspitsjan
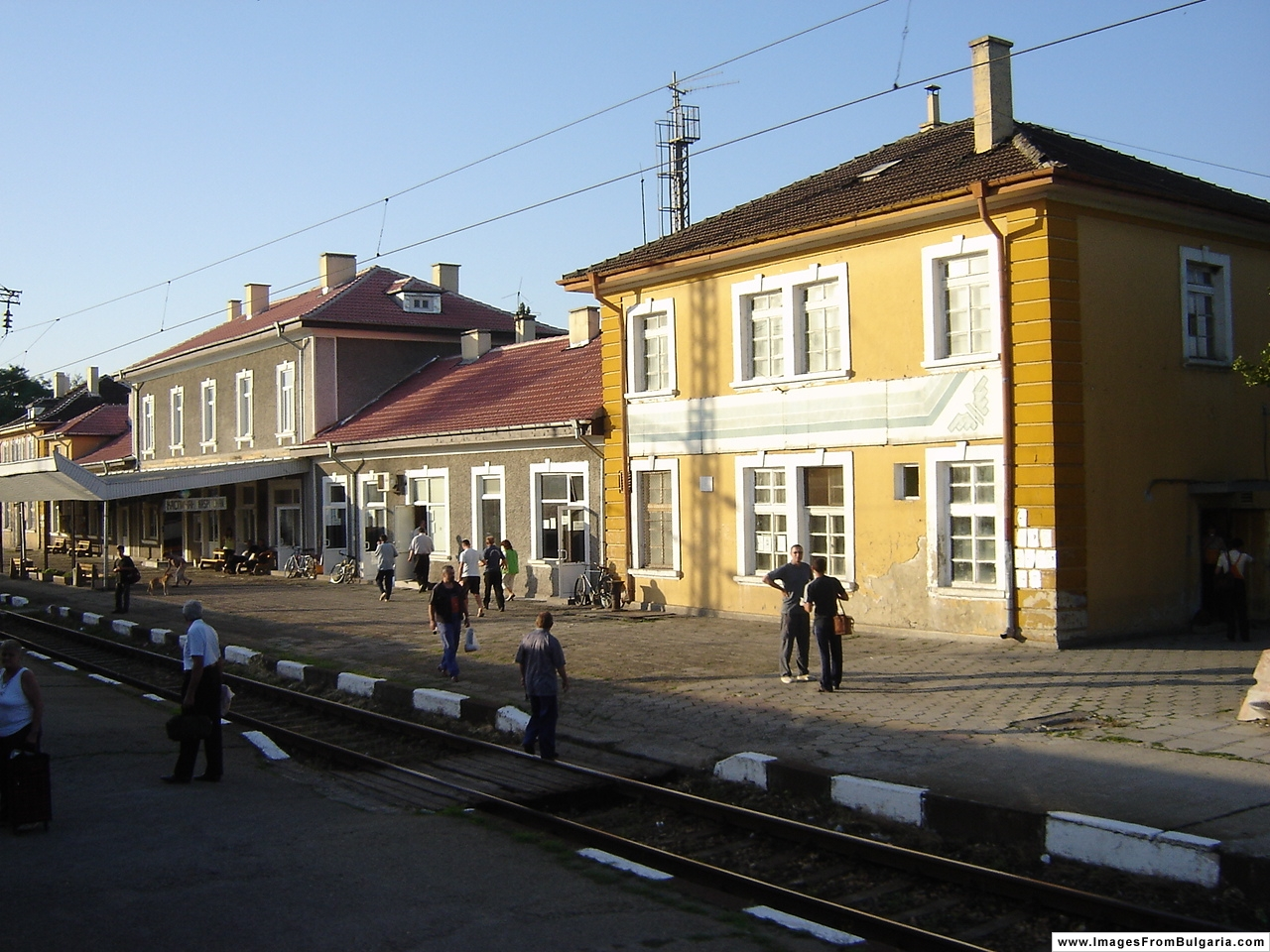
Station van Kaspitsjan

Bestuurlijk centrum: Sjoemen
 Chitrino - Kaolinovo - Kaspitsjan - Nikola Kozlevo - Novi Pazar - Sjoemen - Smjadovo - Veliki Preslav - Varbitsa - Venets